# بلانش توماس
بلانش توماس (بالإنجليزية: Blanche Thomas)‏ هي موسيقية ومغنية أمريكية، ولدت في 5 أكتوبر 1922 في Orleans Parish, Louisiana ‏ في الولايات المتحدة، وتوفيت في 21 أبريل 1977 في نيو أورلينز في الولايات المتحدة.

## وصلات خارجية
- بلانش توماس على موقع IMDb (الإنجليزية)
- بلانش توماس على موقع ميوزك برينز (الإنجليزية)
- بلانش توماس على موقع أول ميوزيك (الإنجليزية)
- بلانش توماس على موقع ديسكوغز (الإنجليزية)